# Electronic Sports World Cup

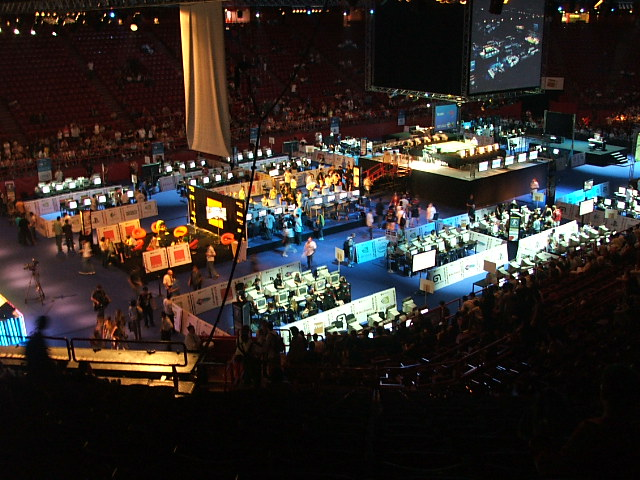
Electronic Sports World Cup, finale 2006.

De Electronic Sports World Cup (kortweg ESWC) is een internationaal kampioenschap voor gamers.
Elk jaar worden er in een aantal landen in verschillende spellen kwalificatietoernooien gehouden. De winnaars van deze toernooien mogen hun land vertegenwoordigen op de ESWC in Frankrijk. Het evenement is algemeen gewaardeerd door gamers omdat het goed loopt en het goed is opgezet voor toeschouwers.
The ESWC wordt door het Franse bedrijf Ligarena gehost. Zij hebben in het verleden kleinere LAN-evenementen georganiseerd in Frankrijk, onder de naam LAN Arena. In 2003 wilden zij iets grootschalig organiseren, wat het begin van de ESWC betekende.

## ESWC-finales in het verleden

### 2003
In 2003 waren er in totaal 150,000 spelers die meededen aan de kwalificatietoernooien. 358 spelers uit 37 verschillende landen mochten naar de finales in het Futuroscope, dicht bij Poitiers in Frankrijk. In totaal was er 150.000 euro prijzengeld beschikbaar.
Top 3 Counter-Strike:
1. Team.[9] (35.000 $)
2. zEx (25.000 $)
3. SK.Sweden (15.000 $)

Top 3 Warcraft III: The Frozen Throne:
1. SK.HeMaN (7000 $)
2. SK.MaDFroG (5000 $)
3. aT-FaTC (3000 $)

Top 3 Unreal Tournament:
1. GitzZz (7000 $)
2. Zulg (5000 $)
3. Fatal1ty (3000 $)

Top 3 Quake III Arena:
1. cooller (4000 $)
2. Zero4 (3000 $)
3. LeXeR (2000 $)

### 2004
In 2004 werden de finales weer in het Futuroscope in Poitiers gehouden. Het prijzengeld werd verhoogd tot 200.000 euro.
Top 3 Counter-Strike:
1. Titans (40.000 $)
2. Spixel (24.000 $)
3. Virtus.pro (12.000 $)

Top 3 Warcraft III: The Frozen Throne:
1. Fov (10.000 $)
2. Madfrog (6000 $)
3. Heman (3000 $)

Top 3 Unreal Tournament:
1. BurningDeath (5000 $)

3 Gitzzz (3000 $)
1. Lauke (1000 $)

### 2005
In 2005 werd het evenement in een grotere hal georganiseerd: Het Carrousel du Louvre in Parijs. De prijzenpot was weer een stukje groter, 300.000 euro.
Top 3 Counter-Strike:
1. CompLexity
2. SK.Denmark
3. Mousesports

Top 3 Warcraft III: The Frozen Throne:
1. Grubby
2. Deadman
3. Reign

Top 3 Quake III Arena:
1. Cooller
2. Czm
3. Fox

Top 3 Unreal Tournament:
1. Winz
2. Falcon
3. Lauke

### 2008
In 2008 waren er in totaal 150,000 spelers die meededen aan de kwalificatietoernooien. 600 spelers uit 41 verschillende landen mochten naar de finales in het zonnige San Jose, San Francisco. In totaal was er 400.000 euro prijzengeld beschikbaar.
Top 3 Trackmania:
1. Frostbeule (SWE)
2. XeNoGeaR (NED)
3. 3. Lign (FRA)

### 2017
Top 4 FIFA 18:
1. PSG DaXe (FRA) (XBOX)
2. FC Basel CodyDerFinisher (GER) (PS4)
3. Sparta Lev Vinken (NED) (PS4)
4. Olympique Lyon Rafsou (FRA) (XBOX)